# Constant Verhasselt
Constant Verhasselt (Brussel, 5 december 1934 - 25 november 2022) was een Belgisch volksvertegenwoordiger en senator.

## Levensloop
Verhasselt werd beroepshalve installateur van televisieantennes.
Hij werd politiek actief voor het FDF en werd voor deze partij van 1977 tot 1982 gemeenteraadslid en van 1979 tot 1982 schepen van Sint-Jans-Molenbeek. Van 1971 tot 1989 zetelde hij ook in de Brusselse Agglomeratieraad en werd schepen van de Brusselse Agglomeratie.
Van 1974 tot 1977 zetelde Verhasselt ook voor het arrondissement Brussel in de Kamer van volksvertegenwoordigers. Daarna was hij van 1977 tot 1978 senator, verkozen voor het kartel FDF-RW, namens het arrondissement Nijvel. Van 1974 tot 1978 zetelde hij hierdoor ook in de Cultuurraad voor de Franse Cultuurgemeenschap. Na zijn parlementaire loopbaan stapte hij over naar de PS.